# 国鉄EF60形電気機関車
国鉄EF60形電気機関車（こくてつEF60がたでんききかんしゃ）は、日本国有鉄道（国鉄）が1960年（昭和35年）に開発した、平坦路線向けの直流用電気機関車である。

## 概要
1958年（昭和33年）、国鉄初の新形直流電気機関車としてED60形・ED61形が登場したが、この両形式で採用された1基390 kWのMT49形直流直巻電動機を使用してF形（動輪6軸）機関車にすると出力は390 kW×6=2,340 kWとなり、それまで東海道本線・山陽本線で高速貨物列車用として使用されていた出力2,530 kWのEH10形に比べてさほど劣らぬ出力をもちつつ小型軽量の機関車にすることが可能であることから開発されたのが本形式である。

### 構造
構造は新形電気機関車の特徴とするデッキなしの箱形車体である。ED60形とは異なり重連運用は想定していないため総括制御機能はなく、前面は非貫通形2枚窓とした。貨物列車への使用を前提とするため列車暖房用設備は非装備である。
製造当初の車体塗装は0番台がぶどう色2号（茶色）の一色で、500番台が前面上部・下部および側面を青15号（濃青色）、前面窓周り・中央部と側面帯をクリーム1号とした塗装であったが、塗装規定の変更により1965年（昭和40年）から側面全体と前面上半部・下部を青15号、前面中央部をクリーム1号とした配色に全機が変更された。この塗装は新形直流電気機関車の標準色とされた。

## 形態区分
1960年（昭和35年）から1964年（昭和39年）にかけて、貨物用の0番台129両と寝台特急列車（ブルートレイン）牽引用の500番台14両の計143両が製造されたが、製造時期により構造の差異がある。

### 先行試作車

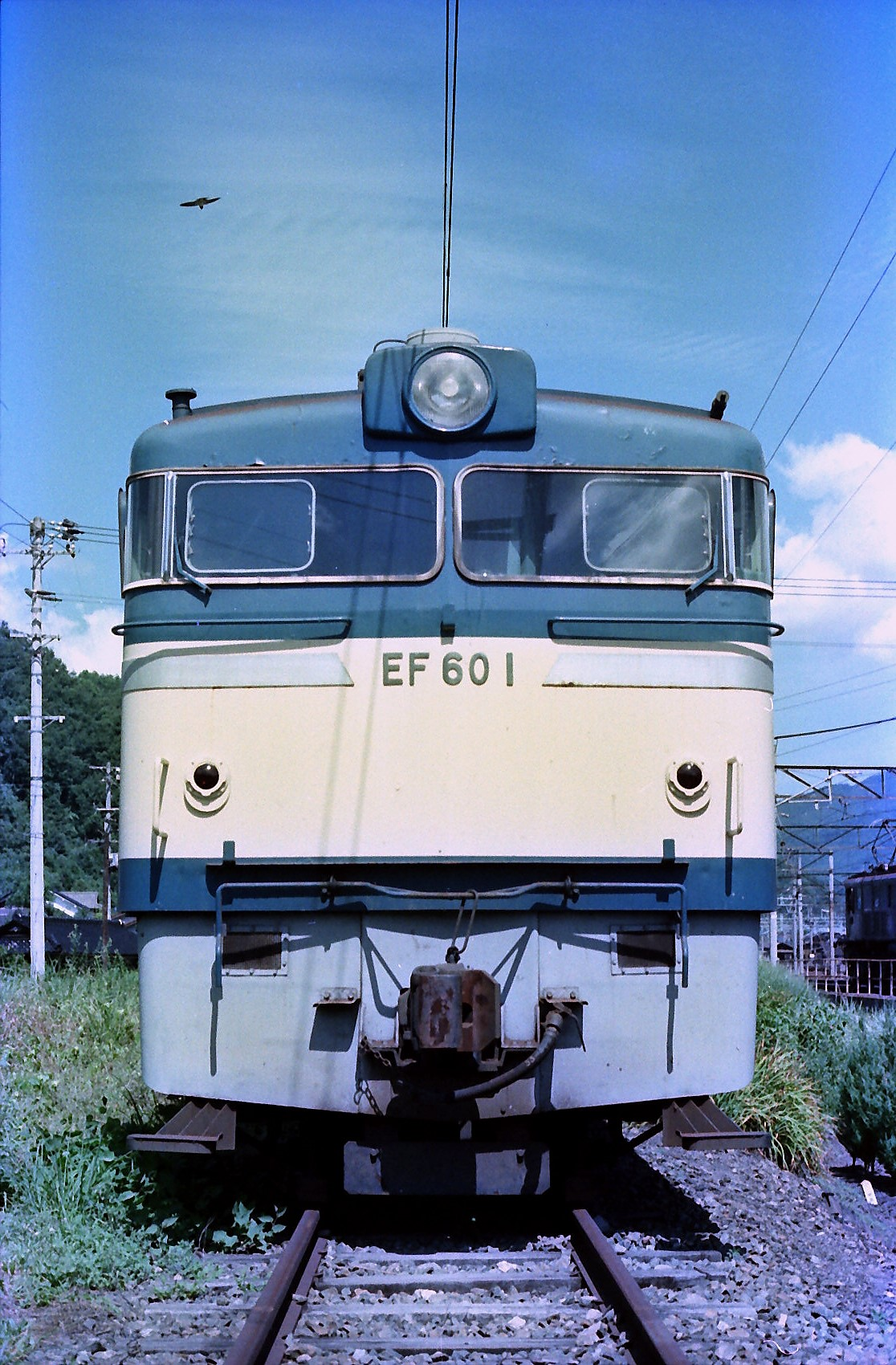
EF60 1（1977年8月9日撮影）

1960年（昭和35年）に製造された先行試作車の1・2は、比較のため以下に示す点で仕様が異なる。
先行試作車相違点
| 相違点       | EF60 1                | EF60 2              | 備考                                                                                   |
| 両端台車     | DT115形               | DT106A形            | DT115形軸ばね方式= DT106A形=吊りリンク・揺れまくら方式 DT116形を含めた軌道への影響比較 |
| 中間台車     | DT116形               | DT116形             | DT115形軸ばね方式= DT106A形=吊りリンク・揺れまくら方式 DT116形を含めた軌道への影響比較 |
| 主電動機     | MT49形                | MT49B形             | 細部の設定変更                                                                         |
| 製造メーカー | 東洋電機製造 汽車会社 | 三菱電機 新三菱重工 |                                                                                        |

吹田第二機関区に配置されて比較試験が行われ、軌道に対する横圧の小さい1が量産車のベースとなった。
のちのEF65形増備により余剰となり、1はEF61 201に改造されたが、特異な台車を採用した2は保守の問題で1982年（昭和57年）に廃車・解体された。

### 1次量産車
先行試作機の使用結果を踏まえ、1960年（昭和35年）7月から9月にかけてEF60 3 - 14が製造された。姫路 - 岡山間電化開業用を名目としている。
外観での相違は、WP35形ワイパーが窓上から支持する方式に変更された程度である。バーニア制御器は空転検出の精度向上および直列・直並列の渡りをスムーズにするため、継電器を追加したCS13Aに変更された。駆動方式は試作車と同様のクイル式である。クイル式は、車輪と大歯車をつなぐ継手 （スパイダ、支持腕）部分が密閉されていないため、塵埃の混入で異常摩耗が進み、小歯車とのかみ合いが悪化し、大きなトルクがかかると異常な振動と騒音が発生することが明らかになった。本グループを含むクイル式駆動車両は、のちにすべてリンク式駆動装置に改修されたが、この駆動装置の問題により、試作機を含めた14両は本形式他車と運用が分離されることになる。1965年（昭和40年）にクイル式機の集中配備を狙ってED61形が配備される中央本線の甲府機関区に転属し、甲府以西で運用されたが、連続25 ‰の下り勾配における空気ブレーキの常用でタイヤ弛緩が多発したため、翌年に発電ブレーキを持つEF64形に置き換えられて稲沢第二機関区に転属、名古屋 - 多治見間で運用された。その後、岡山機関区に集中配置され、山陽本線東部のローカル貨物列車運用に限定使用された。
試作機を含む14両は、老朽化した瀬野八用補助機関車EF59形の代替用としてEF61形200番台に改造されることになり、1977年（昭和52年）から1979年（昭和54年）にかけて8両が改造されたが、重連運用時の不具合によりそれ以上の改造は打ち切られ、残りの6両も1980年（昭和55年）ごろには運用から外れ、休車となって岡山機関区に留置された。
休車となった車両のうち5両は1982年（昭和57年）に廃車されたが、EF60 12のみ教習用車両として中央鉄道学園に移送され、1984年（昭和59年）に廃車されてからも、1987年（昭和62年）の閉鎖まで活用され、その後解体された。

### 2次量産車

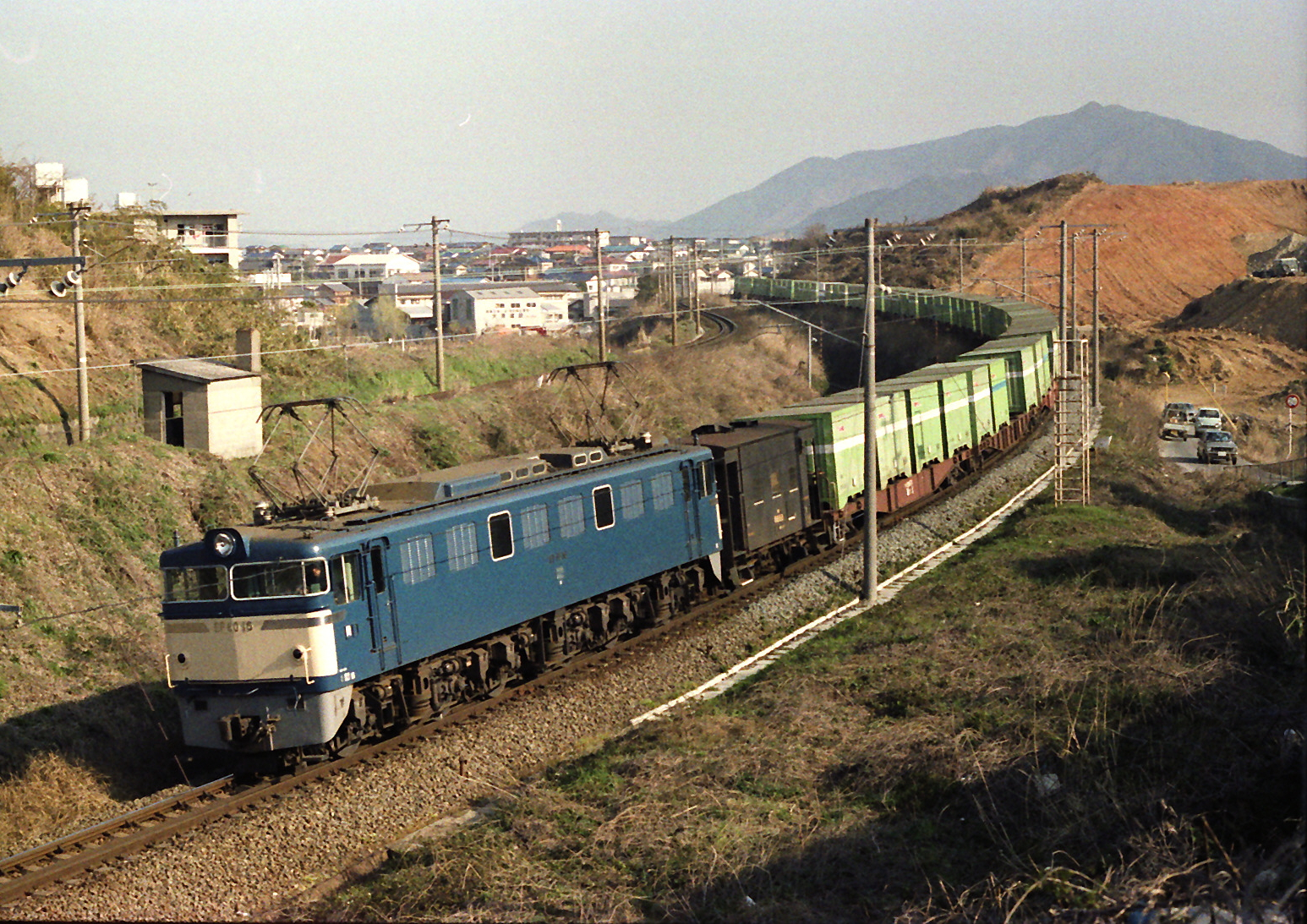
EF60 16（1978年3月31日撮影）

1962年（昭和37年）5月から8月にかけてEF60 15 - 46が製造された。東海道・山陽本線増発用を名目としている。
前述のとおり、1次量産車までで採用されていたクイル式駆動方式はトラブルが続出したため、吊り掛け駆動方式に設計変更した。主電動機は1時間定格出力425 kWのMT52形に変更し、それに合わせて台車も軸距を2,800 mmまで延長したDT115A形・DT116A形に変更された。MT52はMT49と比べて定格回転数が低いことから、高速性能改善のために歯車比は4.44に変更された。定格出力が2,550 kWまで改善されたこともあり、歯車比を小さく変更して定格速度を上げることも検討されたが、既存グループと共通性をもたせることから見送られ、出力上昇分は引張力の向上に振り向けられた。
外観上の相違としては、前照灯まわりが台形のケーシングとなり、樽形ケーシングの1次グループとは意匠が僅かに異なることである。
このグループの特異車としては、EF60 42 - 46が挙げられる。本来であれば「東洋電機・汽車会社」のジョイントで発注されるところであったが、東洋電機で不祥事（東洋電機カラーテレビ事件）が発覚したため、国鉄は同社への発注を一時的に凍結し、「川崎電機・汽車会社」のジョイントで製作された。

### 3次量産車

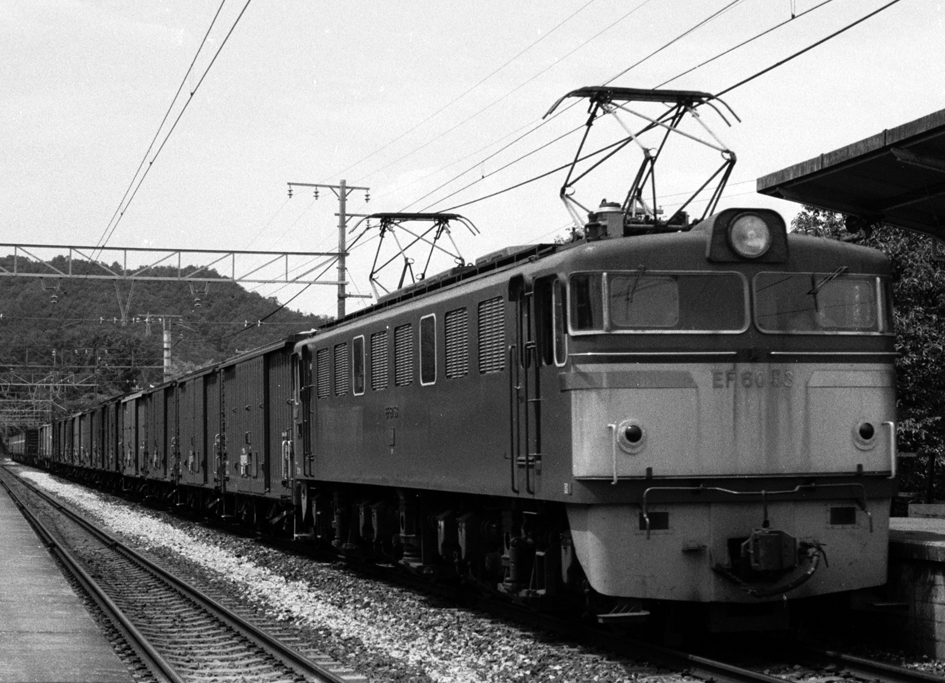
EF60 53（1983年撮影）

1963年（昭和38年）7月から1964年（昭和39年）3月にかけてEF60 47 - 83が製造された。東海道・山陽本線増発用、岡山 - 広島間の貨物列車電化用を名目としている。稲沢第二・沼津機関区に配置され、両機関区のEF15形が各地に転属している。
運転台側窓固定部分のガラス支持が白Hゴムに変更されている。

### 4次量産車

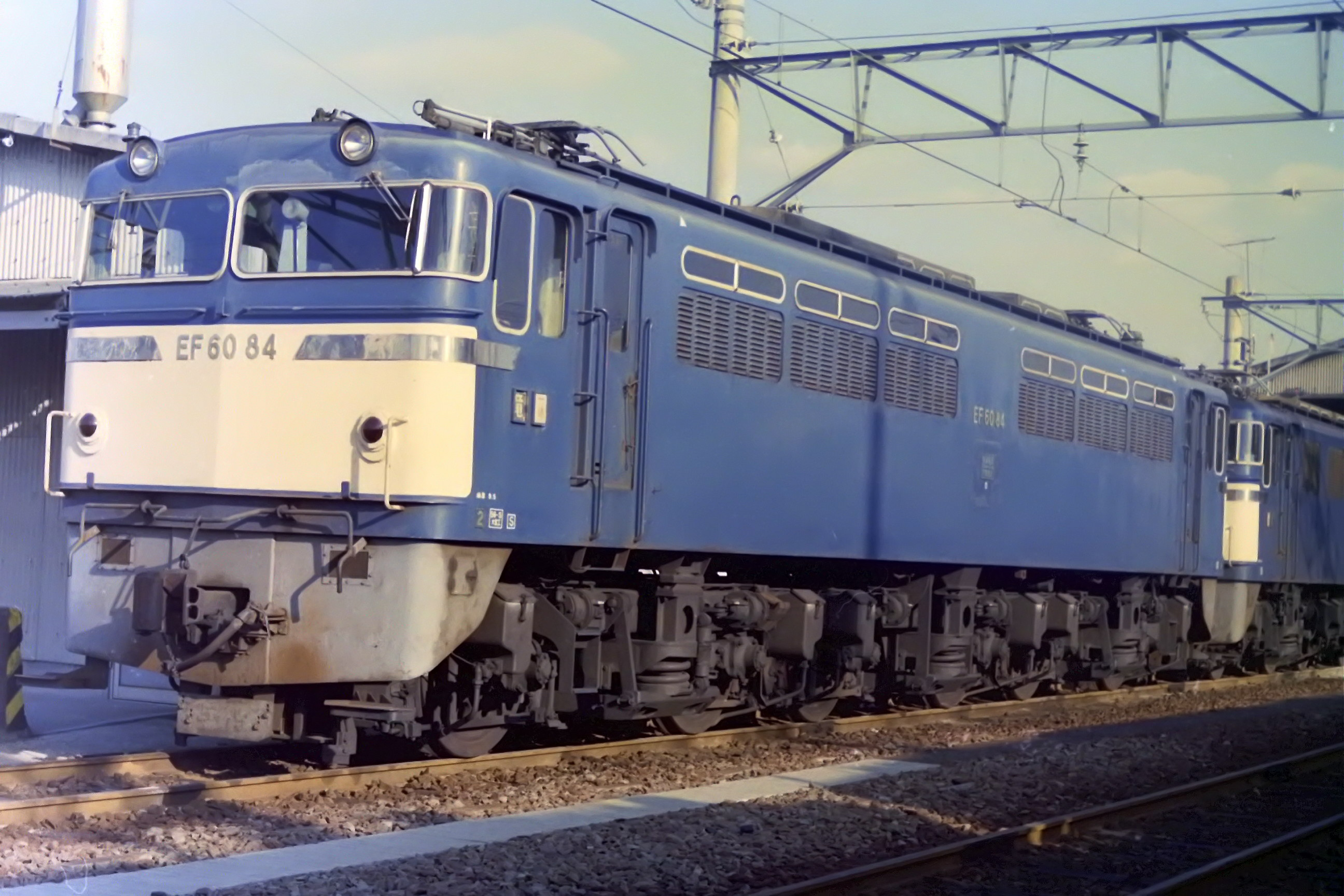
EF60 84（1986年11月22日、竜華機関区公開時に撮影）

1964年（昭和39年）4月から7月にかけてEF60 84 - 99が製造された。山陽本線旅客電化用、中央本線甲府 - 上諏訪間電化開業用、上越・高崎・東北本線貨物列車増発を名目としている。沼津・米原・吹田第二機関区に配置され、該当機関区のEF15形が各地に転属している。
性能にはそれほど大きな違いはみられないが、外観はEF80形に似た意匠になるなど大きな違いがみられる。
- 前照灯が2灯シールドビームに変更され、側面は横長の通気口の上に明かり取り窓を配した意匠となった。この形態はほぼそのままEF65形に引き継がれた。
- 側窓も白Hゴム支持となっている。
- 運転室機器類の一部変更。
- 避雷針をLA15に変更。

### 5次量産車

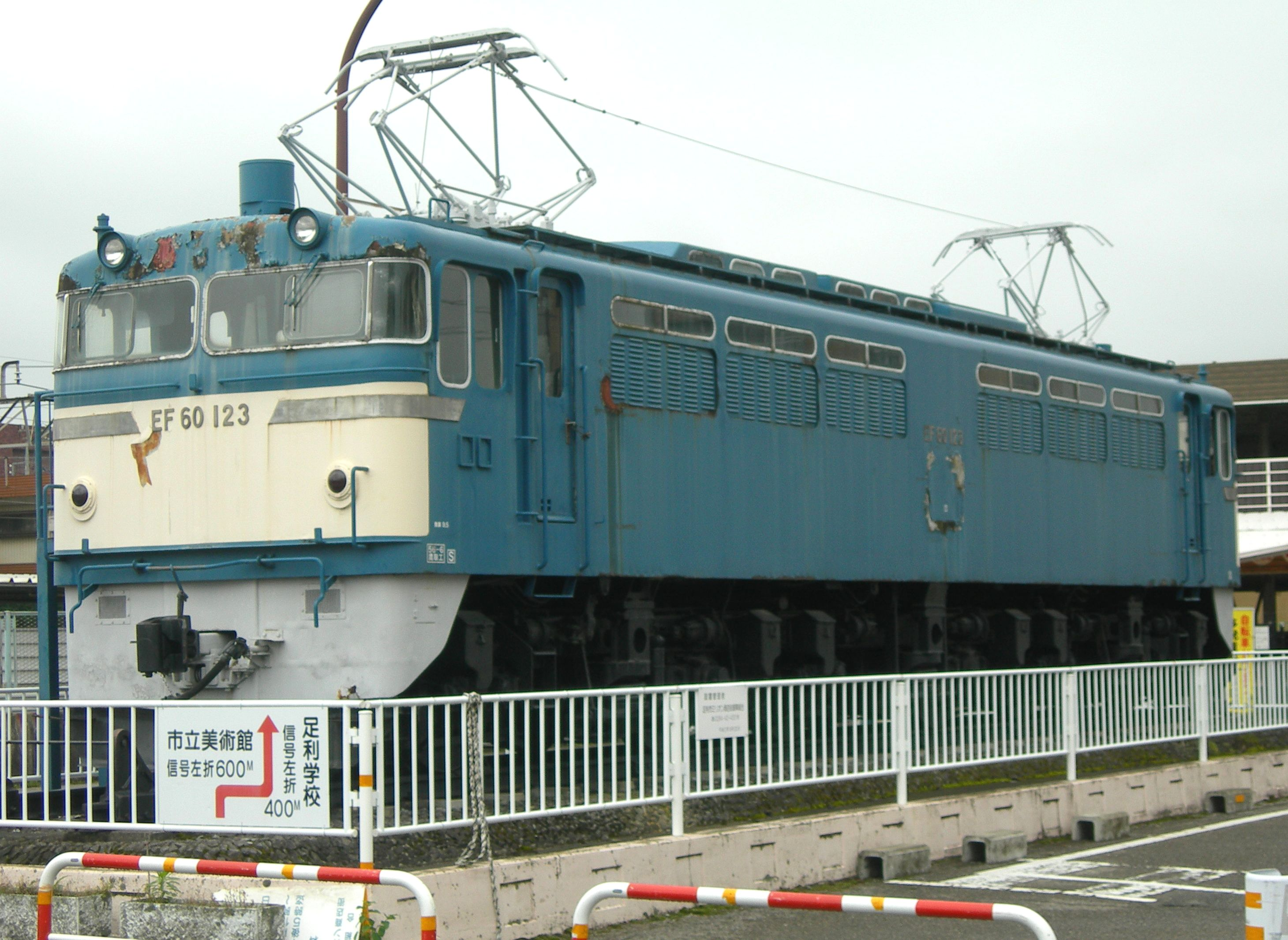
EF60 123（2011年6月26日撮影）

1964年（昭和39年）7月から10月にかけてEF60 100 - 129が製造された。上越・高崎・東北本線貨物列車増発用、山手線貨物列車増発用を名目としている。沼津・浜松・稲沢第二・米原・吹田第二・高崎第二機関区に配置され、該当機関区のEF15形が各地に転属している。
避雷器の爆発時の飛散防止のためにカバーが取り付けられている。

### 500番台

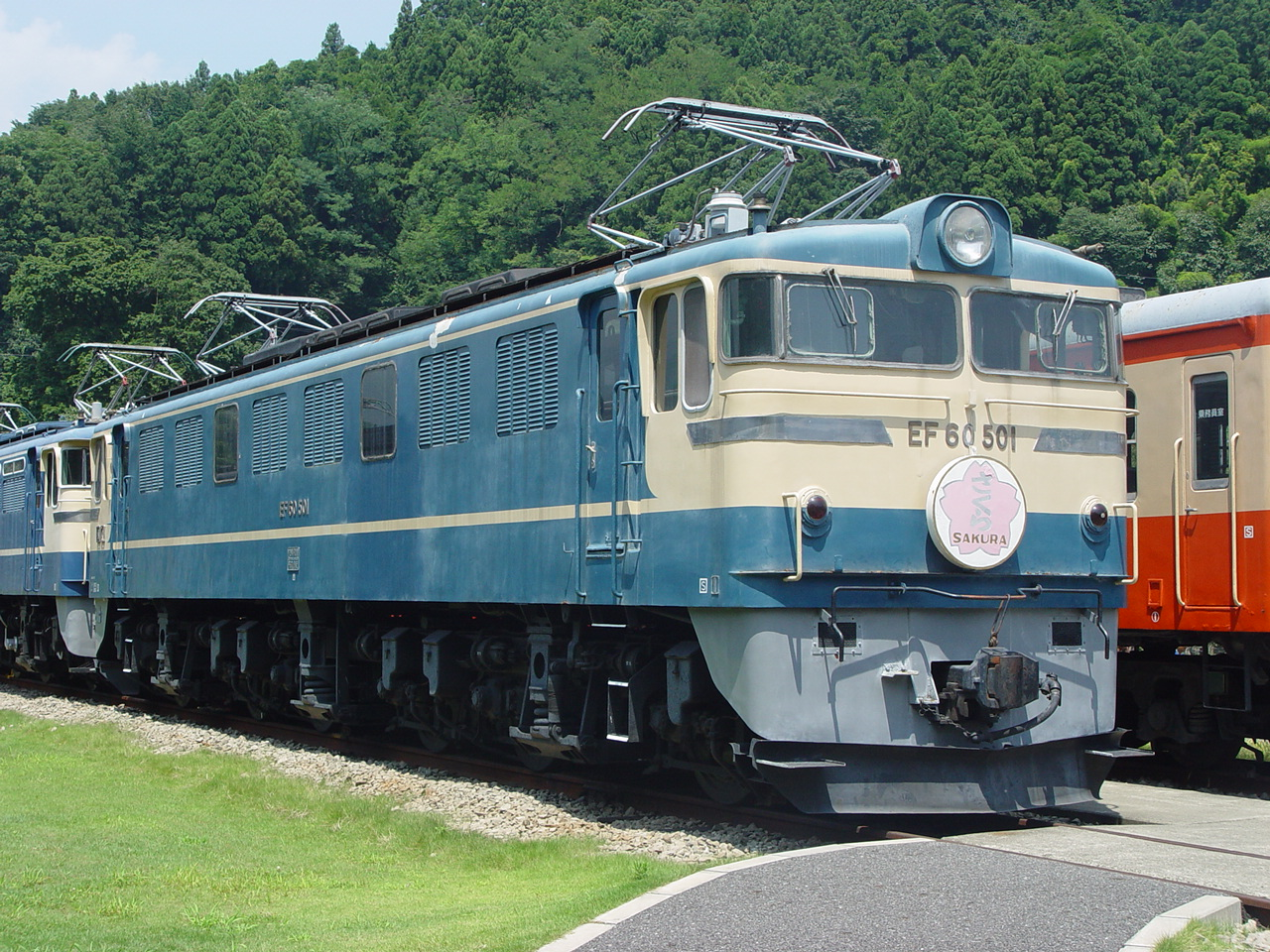
EF60 501（2004年8月12日）

1963年（昭和38年）から1964年（昭和39年）に20系客車寝台特急牽引用EF58形の置換え用として製造されたグループでEF60 501 - 514が該当する。
- 車体はEF60 501 - 511が3次量産車に、EF60 512 - 514が4次量産車に準ずる。
- 外部塗色は20系客車と意匠を合わせ、地色は青色で前面窓まわりと側面の帯をクリーム色とした。ただし、EF60 512・513は手違いにより一般形と同じ塗色で落成した[7]。
- 正面中央に特急列車用のヘッドマーク取付ステーを追加。
- 20系客車との連結対応として、運転台に客車との連絡用電話・架線異常時のカニ22形電源車のパンタグラフ降下ならびに電動発電機 (MG) 停止のスイッチが追加され、スカートには当該機能引き通し用KE59形ジャンパ連結器を装備。
- 本機の仕様に適さない運用に充当されたことで主電動機にトラブルが頻発したため、より高速性能に優れたEF65形500番台P形の登場で1965年（昭和40年）には寝台特急の運用を外れ、以後は一般形と共通運用された。1968年（昭和43年）の20系客車電磁指令ブレーキ化以降、本区分番台は定期寝台特急列車に投入されていない[注 5]。
- のちに寝台特急列車増発によってEF65形が不足した際は、本形式ではなくEF58形[注 6]が再投入された。
- 1975年（昭和50年）ごろに塗色を特急色から0番台と同様の一般色に変更し、ジャンパ連結器が撤去されたため、一般形との相違が全くなくなった。
- 1986年（昭和61年）3月のダイヤ改正で、紀勢本線の12系客車牽引運用をEF58形から置き換えるため、500番台の一部が元空気ダメ管 (MRP) の引き通し改造、いわゆるP形化されて竜華機関区に転属した。改造の理由は、曲線が多い紀勢本線で空気バネ・自動ドアを装備する12系客車を普通列車で運用するため、圧搾空気の消費量が多くなり客車側のコンプレッサーだけで賄いきれなくなることが懸念されたためである。同区のEF58形も同じ理由でP形に改造されている。この運用も、1986年（昭和61年）11月のダイヤ改正で紀勢本線の客車列車自体が廃止されたため、わずか半年余りで終了した。

### 主要諸元
| 番台区分                  | 1次車                                                 | 2次・3次・4次・5次車 500番台                          |
| ------------------------- | ----------------------------------------------------- | ----------------------------------------------------- |
| 全長                      | 16,000 mm                                             | 16,500 mm                                             |
| 全幅                      | 2,800 mm                                              | 2,800 mm                                              |
| 全高                      | 3,814 mm                                              | 3,819 mm                                              |
| 運転整備質量              | 96.0 t                                                | 96.0 t                                                |
| 最高運転速度              | 90 km/h                                               | 100 km/h                                              |
| 電気方式                  | 直流1,500 V（架空電車線方式）                         | 直流1,500 V（架空電車線方式）                         |
| 軸配置                    | Bo-Bo-Bo （動軸 6）                                   | Bo-Bo-Bo （動軸 6）                                   |
| 台車形式                  | DT115形（両端） DT116形（中間）                       | DT115A形（両端） DT116A形（中間）                     |
| 主電動機                  | MT49B形×6基                                           | MT52形×6基                                            |
| 動力伝達方式 および歯数比 | 1段歯車減速クイル式 15:82=1:5.466                     | 1段歯車減速吊り掛け式 16:71=1:4.44                    |
| 1時間定格出力             | 2,340 kW                                              | 2,550 kW                                              |
| 1時間定格引張力           | 19,200 kgf                                            | 23,400 kgf                                            |
| 定格速度                  | 44.7 km/h（全界磁）                                   | 39 km/h（全界磁）                                     |
| 制御方式                  | 抵抗制御・3段組合せ・弱め界磁制御（バーニア制御付き） | 抵抗制御・3段組合せ・弱め界磁制御（バーニア制御付き） |
| 制御装置                  | 電磁空気単位スイッチ式                                | 電磁空気単位スイッチ式                                |
| 重連総括制御              | なし                                                  | なし                                                  |
| ブレーキ方式              | EL14AS自動空気ブレーキ                                | EL14AS自動空気ブレーキ                                |
| 製造初年                  | 1960                                                  | 1962                                                  |

## 改造
本形式からは山陽本線瀬野 - 八本松（通称瀬野八）間用補助機関車への改造が行われた。なお、いずれもEF59形置換え名義の改造である。

### EF61形200番台への改造
1977年（昭和52年）に本形式の先行試作・1次量産のクイル式駆動グループ車を改造したグループである。当初はグループ全車を改造予定であったが、途中で計画が中止されたために8両のみの施工で終了した。

### EF67形基本番台への改造
1982年（昭和57年）に本形式の4次および5次量産車グループから3両が改造された。

## 運用
製造当初は、基本番台が東海道・山陽本線の高速貨物列車に、500番台が東京 - 九州間寝台特急列車に投入された。
500番台は、1964年（昭和39年）の山陽本線横川 - 小郡（現・新山口）間電化までは、昼間時間帯の間合い運用で瀬野八区間の補機にも投入された。
しかし、本形式は諸元上の最高速度こそ100 km/hであるものの、本来はEF15形・EH10形の後継となる貨物機で引張力を重視したため、定格速度は全界磁で39.0 km/hに設定された低速機であり、平坦区間主体の東海道・山陽本線東京 - 下関間1,000 km超の長距離で連続高速運転を行うことは、本来であれば想定外であったにもかかわらず、本形式500番台が製造されたのは、上り瀬野八越えの補助機関車連結解消と牽引定数の向上（20系11両→13両）が目的であった。この性能特性で、定格速度68.0 km/hの高速機関車EF58形で運行していたダイヤを代替するのは無理があり、過負荷を強いられた連続高速運転時の40 %弱め界磁多用による主電動機フラッシュオーバーなどの故障が頻発したため、1964年（昭和39年）終盤には49 %および40 %弱め界磁制御は使用禁止となった。また、EF58から引き継いだ寝台特急牽引運用の開始と相前後して、寝台特急列車の110 km/hへの速度向上計画が浮上したが、上記の性能上の問題の他、AREBブレーキを搭載していない本形式では速度向上に対応できないと言う理由もあり、1965年（昭和40年）にわずか2年でEF65形500番台に交代する形で寝台特急牽引運用より撤退した。
1965年（昭和40年）以降は、寝台特急牽引運用を撤退した500番台も含めて、主に一般貨物列車で運用されるようになった。1970年代後半からは旧型貨物用電気機関車の置き換えで首都圏の中央本線・高崎線・両毛線などにも投入された。
1980年代に入ると、老朽化が顕著になったことに加えて、昭和59年ダイヤ改正で貨物列車が大幅に削減されたことから急激に淘汰が進行する。最後に残ったのは高崎第二機関区に配置され首都圏発着で高崎線・両毛線を通る貨物列車で運用されていた車両と、昭和60年ダイヤ改正で新たに配置区となった竜華機関区で阪和線・紀勢本線の運用に就いた数両で、これら残存車は分割民営化直前の1986年（昭和61年）11月のダイヤ改正で定期運用がなくなり、動態保存機としてJRグループに承継された2両を除き全車廃車となった。
国鉄時代の旅客列車牽引実績としては、1960年代半ばごろに高崎線で冬期を除いた期間の一般客車列車、先述した寝台特急、阪和線・紀勢本線での12系客車による普通列車のほか、国鉄末期の1985年（昭和60年）に休車中であったEF60 501を特急色に復元し、1986年（昭和61年）11月まで臨時客車列車運用に復帰させた例がある。

## JR発足後の動き
動態保存用として東日本旅客鉄道（JR東日本）にEF60 19が、西日本旅客鉄道（JR西日本）にEF60 503がそれぞれ承継された。EF60 503はJR発足後一度も営業用に使用されることなく、2008年（平成20年）11月3日付で廃車となり、解体された。
EF60 19は主に上越線や信越線などのイベントでの客車列車の牽引や両毛線などの工事臨時列車、高崎周辺の配給列車の牽引などに使用されていたが、2019年（令和元年）7月3日付で廃車となった。これによりEF60形は廃形式となった。
他形式に改造された車両のうち、EF61形200番台に改造された車両は全車廃車・解体され、EF67形に改造された車両のうち1両が日本貨物鉄道（JR貨物）広島車両所に保留車として在籍する。

### EF60 19
| EF60 19（2005年9月15日撮影）「やすらぎ」塗色  |  | EF60 19（1988年撮影）「アメリカントレイン」塗色  |
| EF60 19（2005年9月15日撮影） 「やすらぎ」塗色 |  | EF60 19（1988年撮影） 「アメリカントレイン」塗色 |

東洋電機・汽車製造で製造され、1962年（昭和37年）8月3日付で新鶴見機関区に配置。浜松機関区（現・浜松運輸区）を経て、1981年（昭和56年）7月に高崎第二機関区に転入。
1986年（昭和61年）にジョイフルトレイン「お座敷客車・やすらぎ」の牽引機に指定され、客車に合わせたクリーム10号の地色に青20号と赤11号の細帯を巻いた塗装に変更された。1987年（昭和62年）の分割民営化でJR東日本に承継され、高崎運転所の配置となった。
1988年（昭和63年）には「アメリカントレイン」の指定牽引機となり、客車に合わせた星条旗風の塗装に変更されたが、翌1989年（平成元年）の運転終了後は「やすらぎ」塗装に復元された。
2001年（平成13年）に「やすらぎ」が廃車された後も塗色は維持されていたが、2007年（平成19年）に実施された全般検査で、デジタル無線搭載改造とともに国鉄直流機関車標準色に戻された。
2010年（平成22年）1月には、第2エンド側の前照灯がブタ鼻形のシールドビーム2灯からこの車両本来の白熱バルブ式の大型1灯に戻された。この後、2011年（平成23年）2月13日に、1エンド側前照灯も大型1灯に戻されているのが確認されている。
2019年（令和元年）6月2日、不具合が生じたEF64 1053の代走として「ELぐんま よこかわ」の牽引機に充当され、これが最後の運用となった。同年7月1日に秋田総合車両センターへ回送され、3日付で廃車となった。廃車後は解体された。

## 静態保存機
2017年（平成29年）4月1日現在、完全保存2両、運転台部分のみのもの4両が静態保存されている。ただし、先行試作車および1次・2次量産車（EF60 1 - 46）は改造後のEF61 200番台も含めてすべて解体されており、現存するものはない。
| 画像 | 番号     | 所在地                                          | 備考                         |
| ---- | -------- | ----------------------------------------------- | ---------------------------- |
|      | EF60 123 | 栃木県足利市伊勢町一丁目 足利駅北口広場         |                              |
|      | EF60 86  | 群馬県 個人所有                                 | 運転台部分のみのカットボディ |
|      | EF60 501 | 群馬県安中市松井田町横川 碓氷峠鉄道文化むら     |                              |
|      | EF60 47  | 埼玉県さいたま市大宮区錦町 大宮総合車両センター | 運転台部分のみのカットボディ |
|      | EF60 116 | 埼玉県川口市 個人所有                           | 運転台部分のみのカットボディ |
|      | EF60 128 | 千葉県富津市 資材置場                           | 運転台部分のみのカットボディ |

| 画像 | 番号     | 所在地                                          | 備考                                                                   |
| ---- | -------- | ----------------------------------------------- | ---------------------------------------------------------------------- |
|      | EF60 15  | 群馬県高崎市 JR東日本高崎運転所                 | 保存状態悪化のため2000年（平成12年）に解体                             |
|      | EF60 16  | 群馬県高崎市倉賀野町 倉賀野駅                   | JR貨物高崎機関区→倉賀野駅。保存状態悪化のため2006（平成18年）年3月解体 |
|      | EF60 510 | 埼玉県さいたま市大宮区錦町 大宮総合車両センター | 大宮総合車両センターで静態保存されていたが、2016年（平成28年）12月解体 |